# Mount Titus
Mount Titus är ett berg i Antarktis. Det ligger i Östantarktis. Nya Zeeland gör anspråk på området. Toppen på Mount Titus är 2 840 meter över havet, eller 1 041 meter över den omgivande terrängen. Bredden vid basen är 10,7 km.
Terrängen runt Mount Titus är bergig åt sydväst, men åt nordost är den kuperad. Trakten är obefolkad. Det finns inga samhällen i närheten.